# Riddarsporresläktet
Riddarsporresläktet (Delphinium) är ett växtsläkte i familjen ranunkelväxter med omkring 300 arter från Europa, Afrika, Asien och Nordamerika. Några arter odlas som trädgårdsväxter i Sverige. Arterna är giftiga .